# انجليكا سيدوروفا
انجليكا سيدوروفا ((بالروسية: Анжелика Александровна Сидорова)‏; ولدت في 12 كانون الثاني 1991 في موسكو) رياضية روسية متخصصة في القفز بالزانة. سيدوروفا فازت بميدالية الفضية في بطولة العالم لألعاب القوى داخل الصالات 2014 وبطولة أوروبا لألعاب القوى تحت 23 سنة 2013 و الميدالية البرونزية في بطولة أوروبا لألعاب القوى داخل الصالات 2013.

## الإنجازات

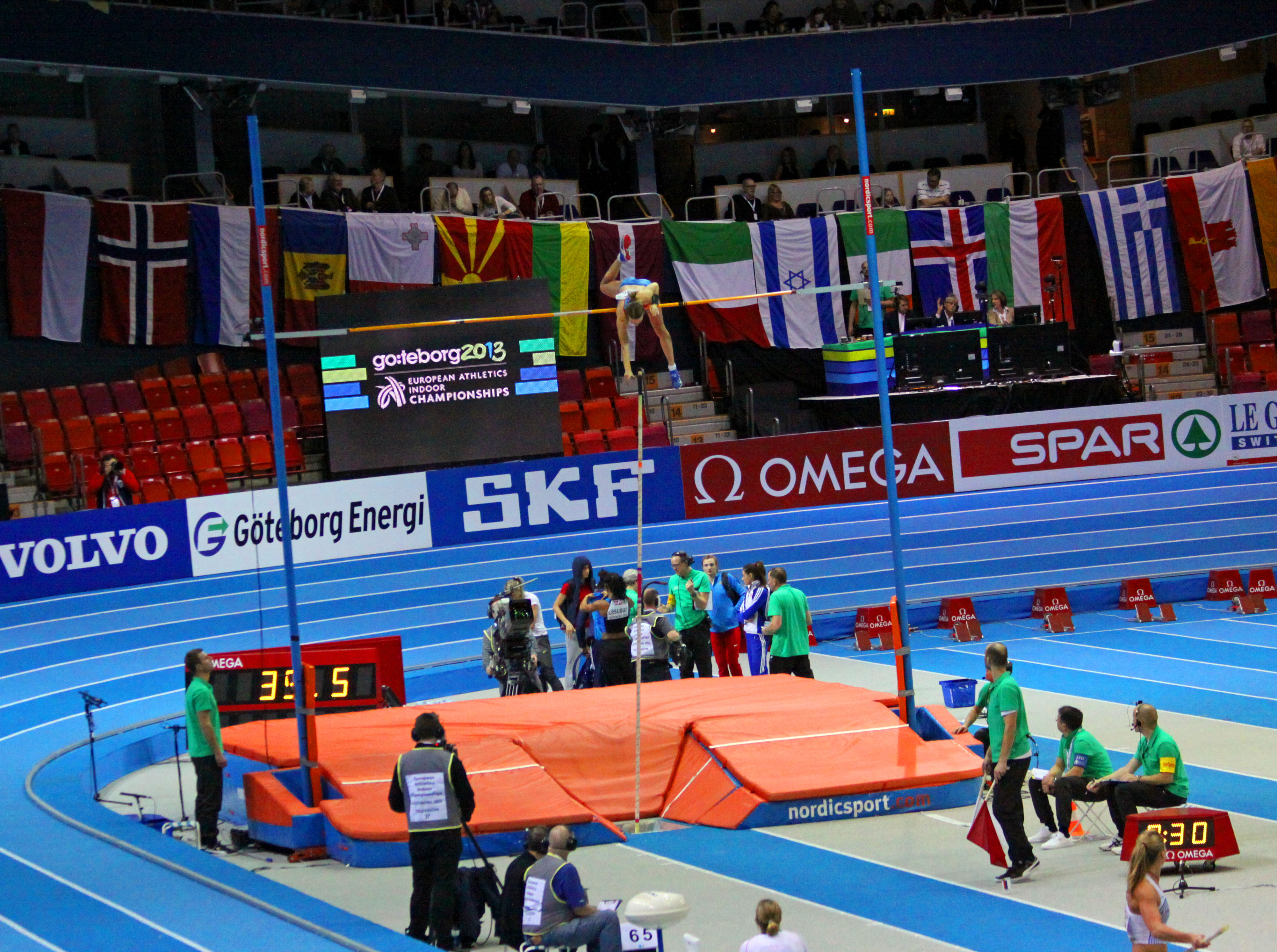
سيدوروفا في 2013 بطولة العاب القوى الأوروبية داخلي

| العام                  | المسابقة                                     | المكان                  | المركز      | ملاحظة                                                             |             |
| تمثيل روسيا            | تمثيل روسيا                                  | تمثيل روسيا             | تمثيل روسيا | تمثيل روسيا                                                        | تمثيل روسيا |
| ---------------------- | -------------------------------------------- | ----------------------- | ----------- | ------------------------------------------------------------------ | ----------- |
| 2010                   | بطولة العالم للناشئين لألعاب القوى 2010      | مونكتون                 | 4th         | 4.05 متر                                                           |             |
| 2013                   | بطولة أوروبا لألعاب القوى داخل الصالات 2013  | غوتنبرغ                 | 3rd         | بطولة أوروبا لألعاب القوى داخل الصالات 2013 – سيدات القفز بالزانة ‏ |             |
| 2013                   | بطولة أوروبا لألعاب القوى تحت 23 سنة 2013    | تامبيري                 | 2nd         | 4.60 m                                                             |             |
| 2014                   | بطولة العالم لألعاب القوى داخل الصالات 2014  | سوبوت                   | 2nd         | بطولة العالم لألعاب القوى داخل الصالات 2014 – سيدات القفز بالزانة ‏ |             |
| 2014                   | بطولة أوروبا لألعاب القوى 2014               | زيورخ                   | 1st         | 4.65 m                                                             |             |
| 2015                   | بطولة أوروبا لألعاب القوى داخل الصالات 2015  | براغ                    | 1st         | بطولة أوروبا لألعاب القوى داخل الصالات 2015 – سيدات القفز بالزانة ‏ |             |
| 2015                   | بطولة العالم لألعاب القوى 2015               | بكين                    | –           | بطولة العالم لألعاب القوى 2015 – سيدات القفز بالزانة ‏              |             |
| تتنافس على أنها محايدة |                                              |                         |             |                                                                    |             |
| 2017                   | بطولة العالم لألعاب القوى 2017               | لندن، المملكة المتحدة   | –           | بطولة العالم لألعاب القوى 2017 – سيدات القفز بالزانة ‏              |             |
| 2018                   | بطولة العالم لألعاب القوى داخل الصالات 2018 ‏ | برمنغهام                | 2nd         | 4.90 m                                                             |             |
| 2018                   | بطولة أوروبا لألعاب القوى 2018 ‏              | برلين                   | 4th         | 4.70 m                                                             |             |
| 2018                   | كأس العالم لألعاب القوى 2018 ‏                | أوسترافا، التشيك        | 1st         | 4.85 m CR                                                          |             |
| 2019                   | بطولة أوروبا لألعاب القوى داخل الصالات 2019 ‏ | غلاسكو، المملكة المتحدة | 1st         | بطولة أوروبا لألعاب القوى داخل الصالات 2019 ‏                       |             |